# Walter Boyce
Walter Boyce (Ottawa, 25 ottobre 1946) è un ex pilota di rally canadese.

## Carriera
Unico canadese ad vincere un evento del Campionato del mondo di rally, ha vinto il Rally Press-on-Regardless svoltosi negli Stati Uniti nel 1973 insieme al copilota Doug Woods su Toyota Corolla. È salito per la seconda volta s podio al Rally dei Laghi Rideau del 1974, finendo terzo dietro Sandro Munari e Simo Lampinen.

## Palmarès
- Campionato canadese rally: 5
1970
1971
1972
1973
1974 su Toyota Celica

## Risultati nel mondiale rally

### ICM
- 1972 - Toyota Corolla Levin TE27 - 6° al Rally Press-on-Regardless

### WRC
| 1973 | Scuderia | Vettura                   |  |  |  |  |  |  |  |  |  |  |   |  |  |  |  |  | Punti | Pos. |
| ---- | -------- | ------------------------- |  |  |  |  |  |  |  |  |  |  | - |  |  |  |  |  | ----- | ---- |
| 1973 |          | Toyota Corolla Levin TE27 |  |  |  |  |  |  |  |  |  |  | 1 |  |  |  |  |  |       |      |

| 1974 | Scuderia | Vettura            |  |  |  |  |   |     |  |  |  |  |  |  |  |  |  |  | Punti | Pos. |
| ---- | -------- | ------------------ |  |  |  |  | - | --- |  |  |  |  |  |  |  |  |  |  | ----- | ---- |
| 1974 |          | Toyota Celica 1600 |  |  |  |  | 3 | Rit |  |  |  |  |  |  |  |  |  |  |       |      |

| 1977 | Scuderia | Vettura     |  |  |  |  |  |  |  |   |  |  |  |  |  |  |  |  | Punti | Pos. |
| ---- | -------- | ----------- |  |  |  |  |  |  |  | - |  |  |  |  |  |  |  |  | ----- | ---- |
| 1977 |          | Triumph TR7 |  |  |  |  |  |  |  | 8 |  |  |  |  |  |  |  |  |       |      |

| 1978 | Scuderia | Vettura     |  |  |  |  |  |  |    |  |  |  |  |  |  |  |  |  | Punti | Pos. |
| ---- | -------- | ----------- |  |  |  |  |  |  | -- |  |  |  |  |  |  |  |  |  | ----- | ---- |
| 1978 |          | Saab 99 EMS |  |  |  |  |  |  | 10 |  |  |  |  |  |  |  |  |  |       |      |

| 1986 | Scuderia | Vettura                    |  |  |  |  |  |  |  |  |  |  |  |  |    |  |  |  | Punti | Pos. |
| ---- | -------- | -------------------------- |  |  |  |  |  |  |  |  |  |  |  |  | -- |  |  |  | ----- | ---- |
| 1986 |          | Volkswagen Golf II GTi 16V |  |  |  |  |  |  |  |  |  |  |  |  | SQ |  |  |  | 0     |      |

| Legenda | 1º posto | 2º posto | 3º posto | A punti | Senza punti | Ritirato | Squalificato | NP=Non partito C=Gara cancellata | Apice=Power stage |

## Riconoscimenti
- 2003: Canadian Motorsport Hall of Fame[1]